# Solbergaskatten
Solbergaskatten er et depotfund af mønter og smykker fra 1500-tallet, som blev fundet i Solberga i bydelen Älvsjö i Stockholm i maj 1955.
Solbergaskatten blev opdaget af to 10-årige drenge Thomas Björkman og Thomas Olsson i en frokostpause, hvor de legede ved nogle murbrokker fra Stockholm midtby, som var deponeret i Solberga. Drengene fandt 758 mønter og tre stykker sølvtøj.  Den arkæologiske udgravning afdækkede sammenlagt 2.132 sølvmønter, 11 ringe og en sølvkæde på 1 m.
Mønterne var hovedsageligt slået under Gustav Vasa, Erik 14. af Sverige og Johan 3. af Sverige mellem 1520-1598. 12 af mønterne var udenlandske, én var en sjælden litauisk mønt fra 1590'erne. En halvdaler fra Johan 3.'s regeringstid var meget værdifuld.
Den ældste mønt var en halvørtug uden årstal fra Sten Sture den yngre tid som rigsforstander (1512–1520), og den yngste mønt var en rigsdaler fra 1598 Vestfriesland.
Skatten blev fundet i murbrokker fra bygninger fra før Hötorgsskrapan i kvarteret Gropen på Norrmalm i Stockholm, i huset nærmest Sergels Torg, der var læsset af i Solberga en månedstid tidligere. I 1590'erne var Norrmalm et tyndt bebygget område uden for Stockholm med gårde og landbrug, og skatten har haft meget stor værdi, da den blev gemt.
Skatten blev indløst af Stadsmuseet i Stockholm for anseelige 2.500 SEK. Skatten vises fra foråret 2019 i salen "Skatten" i Stockholms Stadsmuseum.